# Lutternsche Egge (Pass)
Die Lutternsche Egge ist ein Pass im östlichen Wiehengebirge und verbindet die ostwestfälische Gemeinde Hille mit der südlich gelegenen Stadt Bad Oeynhausen. Die Straße über diesen Pass ist die Kreisstraße 30 des Kreises Minden-Lübbecke.

## Beschreibung
500 Meter östlich des Passes befindet sich der Berggipfel des Wiehengebirges, die Lutternsche Egge. Über den Pass verläuft mit der Kreisstraße 30 eine der wenigen Straßen, die das östliche Wiehengebirge passieren. Die Straße verläuft, für den nordwestdeutschen Raum eher ungewöhnlich, serpentinenartig, teilweise mit 180-Grad-Kehrungen – der Straßenverlauf innerhalb des Waldes ist 2.500 Meter lang, obschon die Luftlinie zwischen den Waldrändern hier nur 900 Meter beträgt. Die Passhöhe liegt bei 225 Meter über NN. Sie verbindet den Ort Volmerdingsen südlich des Gebirges über Luttern mit der Landesstraße 876 nördlich des Wiehengebirges. Auf der Passhöhe an der Lutternschen Egge befindet sich in der ehemaligen Jugendherberge das „Berghotel Lutternsche Egge“.
In einem nahe dem Pass gelegenen stillgelegten Kalksandsteinbruch wurde 1998 mit Wiehenvenator der größte bekannte Raubsaurier Mitteleuropas entdeckt.